# Hennezel
Pour les articles homonymes, voir Hennezel.
Hennezel est une commune française située dans le département des Vosges en région Grand Est.
Le nom de cette commune lui a été donné par la famille d'Hennezel, famille de gentilshommes verriers d'extraction chevaleresque.
Ses habitants sont appelés les Hennezellois.

## Géographie

### Localisation
Hennezel est une vaste commune de la Vôge entre Darney et Bains-les-Bains.

### Géologie et relief
La vallée de l'Ourche accueille plusieurs hameaux : Clairey, la Frison, la Hutte, la Forge Neuve et enfin l'abbaye de Droiteval…

### Sismicité
Commune située dans une zone 2 de sismicité faible.
| Belrupt        | Vioménil                           | Grandrupt-de-Bains         |
| Attigny Darney | Hennezel                           | Gruey-lès-Surance          |
| Claudon        | Passavant-la-Rochère (Haute-Saône) | Ambiévillers (Haute-Saône) |

### Hydrographie et les eaux souterraines

#### Réseau hydrographique
La commune est située dans le bassin versant de la Saône au sein du bassin Rhône-Méditerranée-Corse. Elle est drainée par la Saône, l'Ourche, la Houdrie, le ruisseau de la Ferme de l'Hôpital, le ruisseau de la Gorge le Loup, le ruisseau de Thiétry, le ruisseau des Bocards, le ruisseau des Orgoneaux et le ruisseau Noires Gouttes.
La Saône longe le territoire communal sur son flanc nord et en constitue une limite séparative naturelle avec Vioménil. Elle prend sa source à Vioménil au pied du Ménamont, au sud des monts Faucilles à 405 m d'altitude. Elle conflue avec le Rhône à Lyon, à l'altitude de 163 mètres après avoir traversé le val de Saône.
L'Ourche, d'une longueur totale de 13,3 km, prend sa source dans la commune de Gruey-lès-Surance et se jette dans la Saône à Claudon, après avoir traversé quatre communes.
De nombreux étangs complètent le réseau hydrographique : Brise-Verre, la Planchotte, le Torchon, Clairefontaine, la Verrerie de Belrupt.

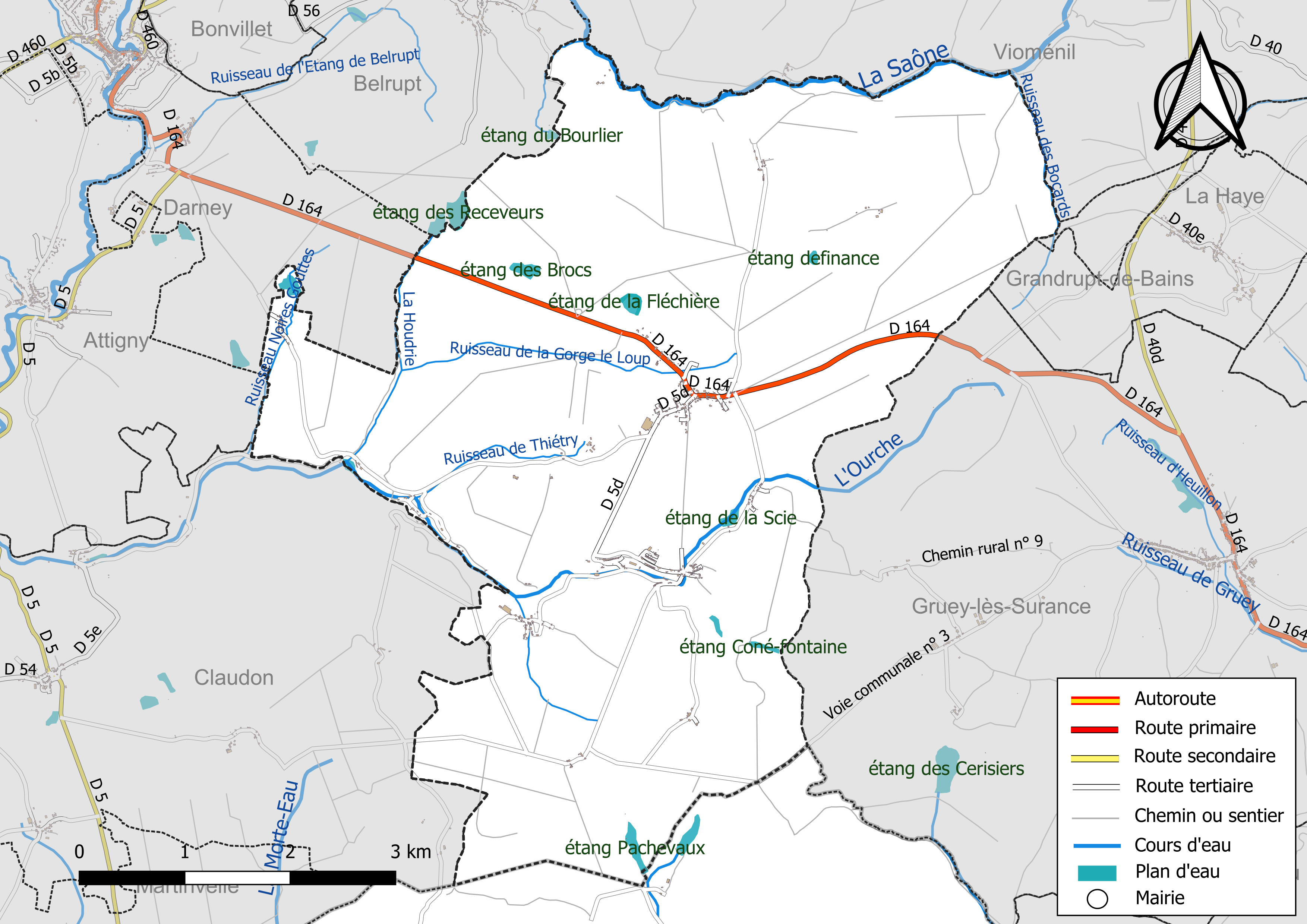
Réseaux hydrographique et routier d'Hennezel.

#### Gestion et qualité des eaux
Le territoire communal est couvert par le schéma d'aménagement et de gestion des eaux (SAGE) « Nappe des Grès du Trias Inférieur ». Ce document de planification, dont le territoire comprend le périmètre de la zone de répartition des eaux de la nappe des Grès du trias inférieur (GTI), d'une superficie de 1 497 km2, est en cours d'élaboration. L’objectif poursuivi est de stabiliser les niveaux piézométriques de la nappe des GTI et atteindre l'équilibre entre les prélèvements et la capacité de recharge de la nappe. Il doit être cohérent avec les objectifs de qualité définis dans les SDAGE Rhin-Meuse et Rhône-Méditerranée. La structure porteuse de l'élaboration et de la mise en œuvre est le conseil départemental des Vosges.
La qualité des eaux de baignade et des cours d’eau peut être consultée sur un site dédié géré par les agences de l’eau et l’Agence française pour la biodiversité.

### Climat
Pour des articles plus généraux, voir Climat du Grand Est et Climat des Vosges.
En 2010, le climat de la commune est de type climat de montagne, selon une étude du Centre national de la recherche scientifique s'appuyant sur une série de données couvrant la période 1971-2000. En 2020, Météo-France publie une typologie des climats de la France métropolitaine dans laquelle la commune est dans une zone de transition entre le climat océanique altéré et le climat océanique altéré et est dans la région climatique  Lorraine, plateau de Langres, Morvan, caractérisée par un hiver rude (1,5 °C), des vents modérés et des brouillards fréquents en automne et hiver.
Pour la période 1971-2000, la température annuelle moyenne est de 9,5 °C, avec une amplitude thermique annuelle de 17 °C. Le cumul annuel moyen de précipitations est de 1 166 mm, avec 13,5 jours de précipitations en janvier et 9,9 jours en juillet. Pour la période 1991-2020, la température moyenne annuelle observée sur la station météorologique de Météo-France la plus proche, « Bains », sur la commune de La Vôge-les-Bains à 12 km à vol d'oiseau, est de 10,5 °C et le cumul annuel moyen de précipitations est de 1 356,7 mm. 
La température maximale relevée sur cette station est de 40,8 °C, atteinte le 25 juillet 2019 ; la température minimale est de −21,4 °C, atteinte le 24 décembre 2001,,.
Les paramètres climatiques de la commune ont été estimés pour le milieu du siècle (2041-2070) selon différents scénarios d'émission de gaz à effet de serre à partir des nouvelles projections climatiques de référence DRIAS-2020. Ils sont consultables sur un site dédié publié par Météo-France en novembre 2022.

## Urbanisme

### Typologie
Au 1er janvier 2024, Hennezel est catégorisée commune rurale à habitat dispersé, selon la nouvelle grille communale de densité à sept niveaux définie par l'Insee en 2022.
Elle est située hors unité urbaine et hors attraction des villes,.

### Occupation des sols
L'occupation des sols de la commune, telle qu'elle ressort de la base de données européenne d’occupation biophysique des sols Corine Land Cover (CLC), est marquée par l'importance des forêts et milieux semi-naturels (82,7 % en 2018), une proportion identique à celle de 1990 (82,7 %). La répartition détaillée en 2018 est la suivante : 
forêts (80,4 %), zones agricoles hétérogènes (10,8 %), prairies (5,6 %), milieux à végétation arbustive et/ou herbacée (2,2 %), zones urbanisées (0,9 %). L'évolution de l’occupation des sols de la commune et de ses infrastructures peut être observée sur les différentes représentations cartographiques du territoire : la carte de Cassini (XVIIIe siècle), la carte d'état-major (1820-1866) et les cartes ou photos aériennes de l'IGN pour la période actuelle (1950 à aujourd'hui).

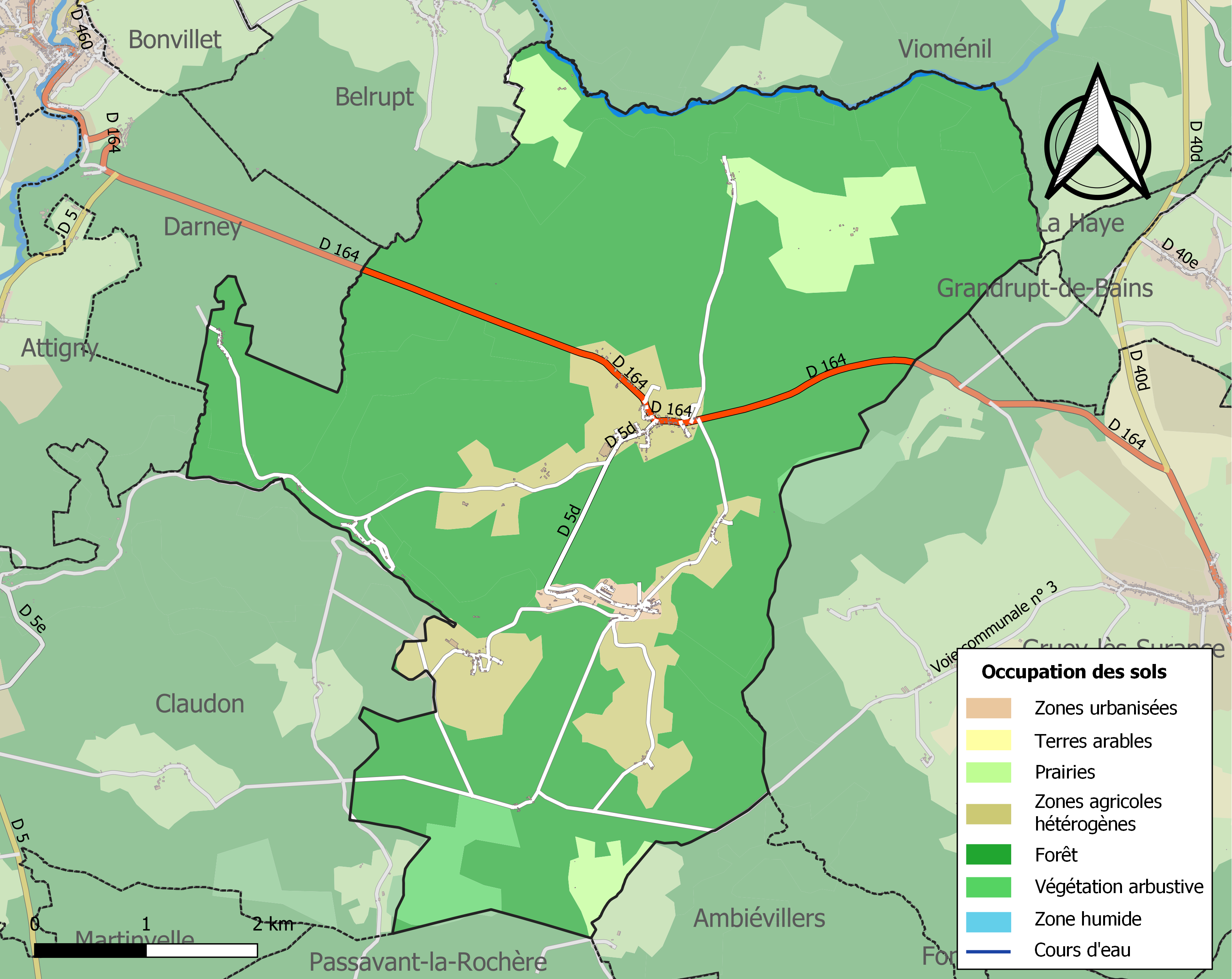
Carte des infrastructures et de l'occupation des sols de la commune en 2018 (CLC).

### Voies de communications et transports

#### Voies routières
- D 164 vers Darney et Gruey-lès-Surano[18].

#### Transports en commun

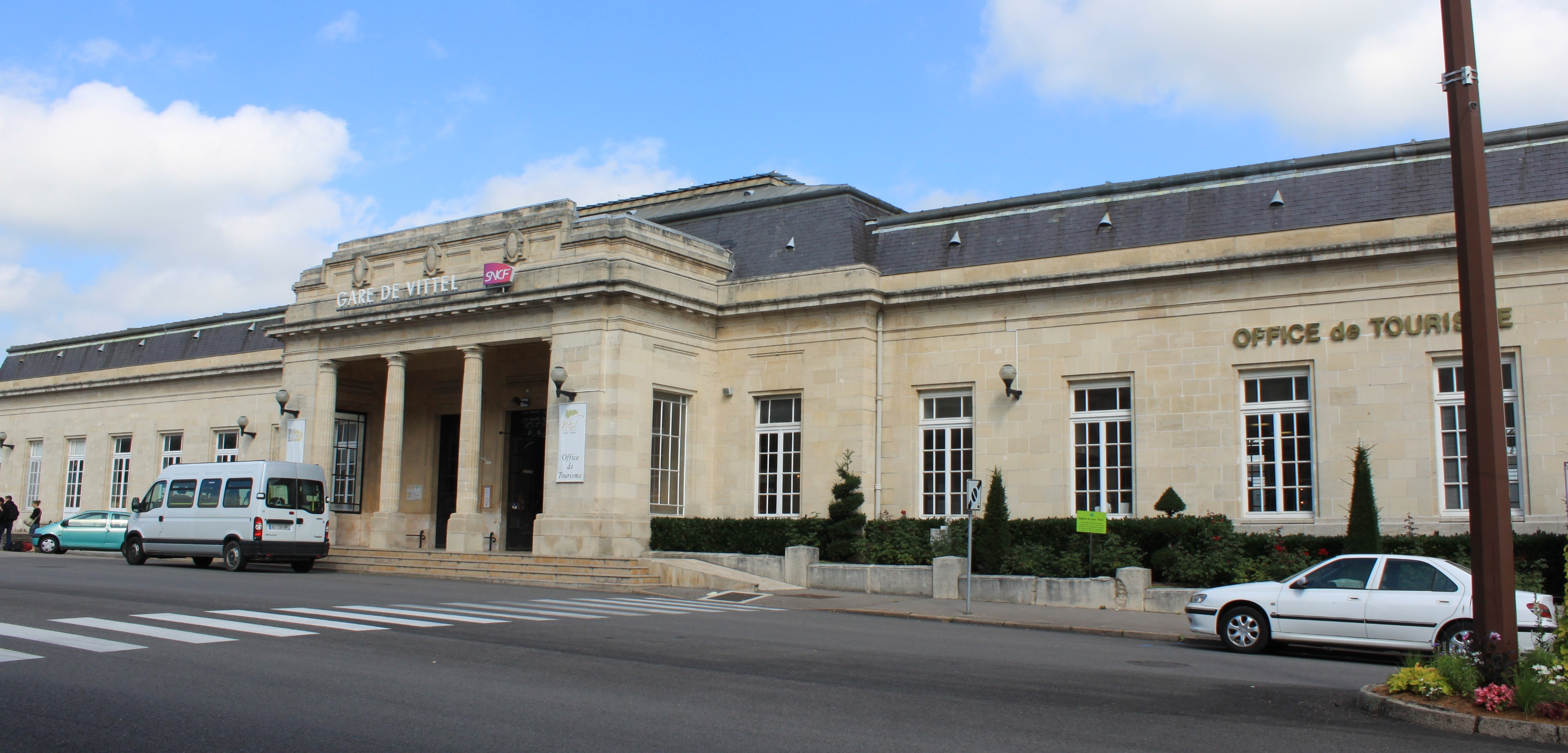
Gare de Vittel.

- Fluo Grand Est.

#### Lignes SNCF
- Gare de Contrexéville
- Gare de Vittel

## Toponymie
Le nom de la localité est attesté sous les formes La varriere Jehan Hennezel (1501) ; La verrierre Hannezel (1556) ; La verrière Hannehé (1561) ; Hennessey (1656) ; Hennesel (1775) ; Henzelle (1779).

Le nom de cette commune lui a été donné par la famille d'Hennezel, famille de gentilshommes verriers d'extraction chevaleresque.

## Histoire
Ce village de l'ancien duché de Lorraine est très ancien. Sous l'occupation romaine, il portait le nom de Viamansilis. Il est situé sur le versant est au pied du Ménamont où la Saône prend sa source, dans la forêt de Darney, où viendront s'installer les gentilshommes verriers.
L'art de la verrerie est une des gloires particulières de la Bohème. Les vastes forêts de la Vôge furent colonisées il y a près de 600 ans par des familles qui se disaient originaires de Bohême. Ces familles ont donné, pendant plusieurs siècles dans cette région un grand essor à l'industrie, au commerce et à l'agriculture.
Une tradition constante et très ancienne rapporte en effet qu'au XIVe siècle, un duc de Lorraine (peut être le duc Raoul, tué à la bataille de Crécy aux côtés du roi de Bohême, Jean de Luxembourg; ou son petit-fils, le duc Charles II, dit le Hardi, époux de  Marguerite de Bavière) désireux de mettre en valeur les forêts impénétrables qui s'étendaient entre le Coney et la Saône, avait fait venir des frontières de la Bohême (Graslitz et Winterberg) et de la Bavière, des maîtres verriers pour implanter leur industrie dans cette région…
Au XVe siècle, ces verriers formaient quatre familles qui portaient les noms de Hennezel et de Thietrich (primitivement Hânsel qui veut dire "Petit-Jean" et Thietrich ou Dietrich, forme de Théodoric) et les noms de  Thysac et de Bisevalle, qui semblent dériver de surnoms.
Ces familles ont toujours dit qu'elles avaient une souche commune. Elles avaient rang de gentilshommes et portaient le même blason que la ville de Darney : un écu à trois glands, pour rappeler les forêts séculaires où elles s'étaient établies.
Les armes de la ville de Darney sont « d'azur à trois glands montants d'or, feuillés et tigés du même ».
D’après des études sérieuses menées tant en Bohème par le docteur Bedrich Meudl de l’université de Prague qu’en France, il apparaît que l’on peut situer le verre en Lorraine de ces maîtres verriers entre 1390 et 1410.
Ils étaient verriers dit de « grand verre », c'est-à-dire qu’ils fabriquaient des verres à vitre et à vitraux par le procédé dit à « manchon », ou encore à la façon de Bohême dont ces quatre familles avaient le privilège.
Ces gentilshommes possédaient depuis « la nuit des temps » un secret  de fabrication et des tours de main. Ils se les transmettaient de père en fils qu’un verrier ne descendant pas de ces familles n’avait pas le droit de connaître. Cette transmission du secret donnait lieu à un serment dont la curieuse formule fut en usage jusqu’au XVIIe siècle (voir les archives de l’État de Namur – protocole du notaire Darment : le serment de Christophe d’Hennezel de garder le secret de l’art de verrerie, 15 août 1649).
La charte des verriers du 25 juin 1448 fut octroyée à la demande de :
Pierre Brysonale, fils de Jean Brysonale (c'est-à-dire Bisevalle)
Herry fils
Nicholas Mengin
Jacob
Guillaume de Tyson et Jehan son fils
Verriers et ouvriers des verreries ci-après :
A/ Briseverre (verrerie de Briseverre ou Biseval)
B/ Des enfants, c'est-à-dire « verrerie de Pierre Thiétry » ou la « grosse Verrière » (près de Hennezel).
Fils et petit-fils du fondateur (Colin fils – Nicolas et Henri son frère).
C/ Jacob ou Jacquot, ou Henri Jacquot (verrerie de Heuricel) qui appartenait à Mengin Jacob et Henri son fils.
D/ Jean Hendel (Jehan Hennezel), c'est-à-dire la verrerie de Hennezel.
En 1448, cette verrerie (qui a donné son nom au village de Hennezel) est « vague », c'est-à-dire abandonnée, mais elle va être réparée. Elle est habitée par Guillaume et Jehan I du Thysac. En 1469, lors du renouvellement de la Charte, elle est habitée par Jehan de Hennezel et ses trois fils : Claude I, Didier I et Jehan II d’Hennezel qui fondèrent en 1501 la verrière du Fay de Belrupt dite du « Tourchon » (appelée par la suite et improprement le Torchon). En 1448, ces quatre verrières étaient en ruine du « fait de guerre ».
Il semble bien que le premier four édifié fut celui de Hennezel. Par la suite, une trentaine d’autorisations ducales furent données pour la mise à feu de fours à verre en forêt de Darney (1475 à 1731).
Il est certain que ces verreries ont donné naissance à de vrais villages dont plusieurs existent encore. Il suffit de regarder la carte pour se rendre compte des étendues considérables de terrains qu’ont défrichés les verriers et les multiples étangs qu’ils ont créés, les villages, hameaux, fermes qui doivent leur existence aux familles qui se disaient originaires de Bohême. L’influence de ces gentilshommes s’étendit, en outre, à beaucoup d’autres localités, car au XVIe siècle, la prospérité de leur industrie permit aux verriers de posséder des fiefs dans toute la région et plus tard hors de Lorraine.
L’ardeur des gentilshommes verriers ne tarda pas à déborder le duché. Bientôt les plus hardis d’entre eux, avec une énergie et un esprit d’initiative qui étonnent, n’hésitèrent pas à s’expatrier périodiquement pour implanter leur art de « grands verre carré ou en table » dans les pays les plus lointains.
De la fin du XVe siècle jusqu’au XVIIIe siècle, on trouve des verriers de la forêt de Darney, en Italie, en Picardie, en Angleterre, en Suisse, dans la Sarre, le comté de Bitche, la principauté des Deux-Ponts, les Pays-Bas, le Nivernais, le Languedoc, etc.
La Vôge est bien la « patrie » des d’Hennezel, comme le fait remarquer feu le comte d’Hennezel d’Ormois dans son « Voyage au pays des ancêtres », étude manuscrite (ou dactylographiée en cinq exemplaires), qui est une mine extraordinaire de renseignements généalogiques, historiques, topographiques, un hommage grandiose au rôle et à l’histoire des grandes familles verrières.
L'histoire de cette ancienne famille lorraine est également  racontée dans plusieurs ouvrages très rares :
" Les Verreries de la Normandie " par G. Le Vaillant de la Fieffe, Rouen, 1873 ",
" Gentilshommes verriers de la Haute Picardie Charles-Fontaine " 1933, Nogent-Le-Retrou,
" Les verriers dans le Lyonnais ", Par Pierre Pelletier, Paris,1887,
" Deux siècles de travail verrier dans la Vôge" 1448-1636, par Gabriel Ladaique, Nancy,1970,
" Verre et verriers de Lorraine au début des temps Modernes de la fin du XVe siècle au début du XVIIe siècle", (Thèse de Doctorat) par Germaine Rose-Villequey, Nancy, 1970).
Entre 1980 et 2020, le vicomte (Antoine) d'Hennezel (Belgique) a réalisé un travail considérable en corrigeant et revoyant l'histoire de la famille en écrivant une nouvelle généalogie de la famille des Hennezel. (Étude manuscrite en cinq exemplaires).

### LeXXesiècle

#### LaPremière Guerre mondiale
À la veille de la guerre, Hennezel et ses hameaux comptaient 1 249 habitants (recensement de 1911) et 985 en 1921,.

#### La Seconde Guerre mondiale
L'abbé Mathis, initiateur du Musée du verre et des activités anciennes de la forêt, meurt tragiquement pour fait de Résistance, le 9 septembre 1944. L'incendie de la cure par l'occupant avait alors anéanti son projet de musée.
Un hommage est rendu chaque année, devant le mémorial, aux abbés Mathis et Marion, sommairement exécutés par les nazis durant la Seconde Guerre mondiale.

## Politique et administration

### Budget et fiscalité 2022

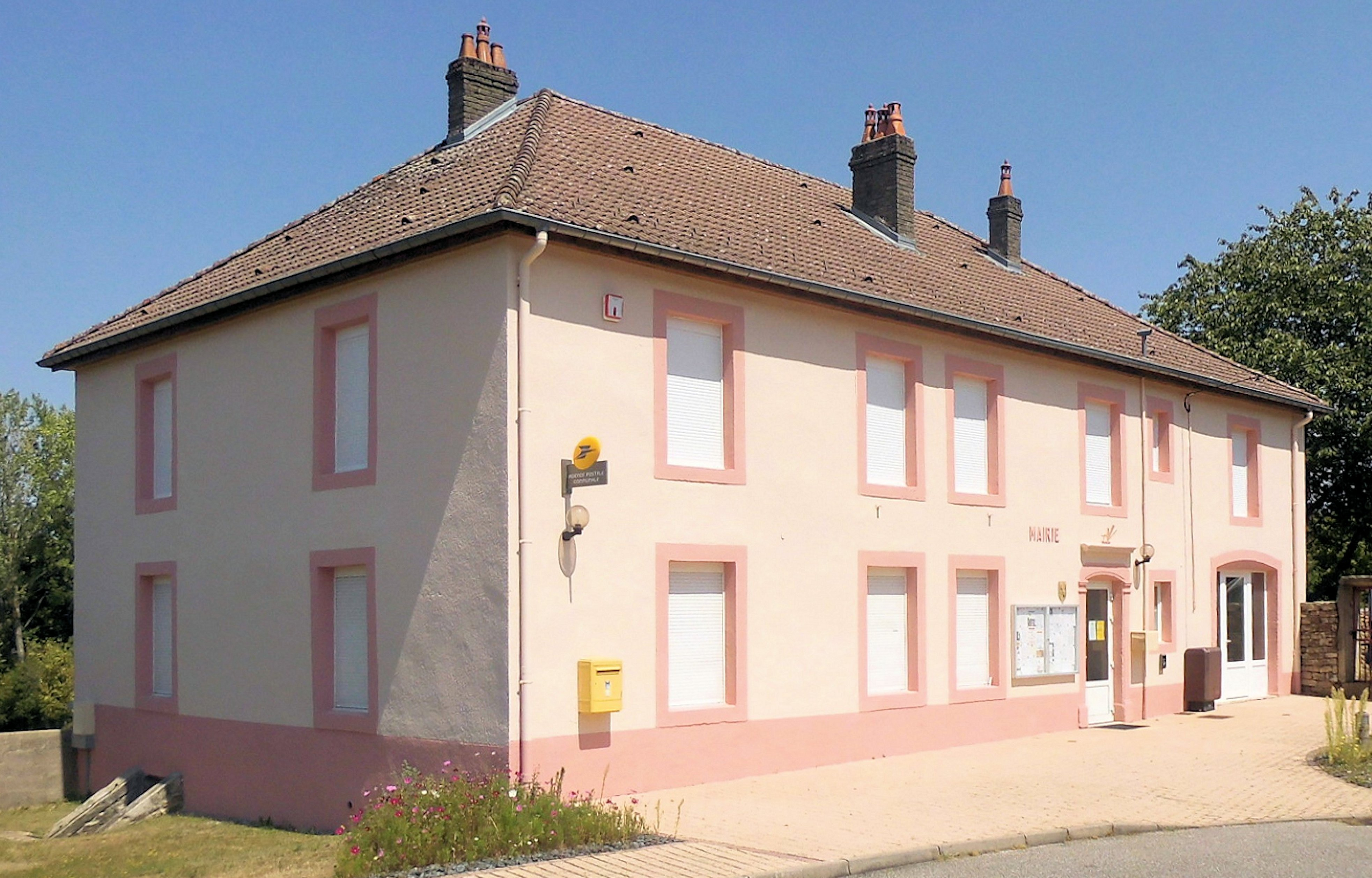
La mairie.

En 2022, le budget de la commune était constitué ainsi :
- total des produits de fonctionnement : 330 000 €, soit 815 € par habitant ;
- total des charges de fonctionnement : 276 000 €, soit 681 € par habitant ;
- total des ressources d'investissement : 214 000 €, soit 528 € par habitant ;
- total des emplois d'investissement : 81 000 €, soit 200 € par habitant ;
- endettement : 303 000 €, soit 748 € par habitant.

Avec les taux de fiscalité suivants :
- taxe d'habitation : 16,31 % ;
- taxe foncière sur les propriétés bâties : 38,84 % ;
- taxe foncière sur les propriétés non bâties : 17,22 % ;
- taxe additionnelle à la taxe foncière sur les propriétés non bâties : 0,00 % ;
- cotisation foncière des entreprises : 0,00 %.

Chiffres clés Revenus et pauvreté des ménages en 2021 : médiane en 2021 du revenu disponible, par unité de consommation : 18 810 €.

### Liste des maires
| Période                                  | Période   | Identité          | Étiquette | Qualité                      |
| ---------------------------------------- | --------- | ----------------- | --------- | ---------------------------- |
| Les données manquantes sont à compléter. |           |                   |           |                              |
|                                          |           | Jean Marulier     |           | Ancien militaire de carrière |
| mars 2001                                | mars 2014 | Pierre Lelarge    |           |                              |
| mars 2014                                | En cours  | Jean-Luc Bischoff |           |                              |

## Population et société

### Démographie
L'évolution du nombre d'habitants est connue à travers les recensements de la population effectués dans la commune depuis 1793. Pour les communes de moins de 10 000 habitants, une enquête de recensement portant sur toute la population est réalisée tous les cinq ans, les populations de référence des années intermédiaires étant quant à elles estimées par interpolation ou extrapolation. Pour la commune, le premier recensement exhaustif entrant dans le cadre du nouveau dispositif a été réalisé en 2005.

En 2022, la commune comptait 387 habitants, en évolution de −4,21 % par rapport à 2016 (Vosges : −2,96 %, France hors Mayotte : +2,11 %).
| 1793  | 1800  | 1806  | 1821  | 1831  | 1836  | 1841  | 1846  | 1856  |
| ----- | ----- | ----- | ----- | ----- | ----- | ----- | ----- | ----- |
| 1 173 | 1 176 | 1 132 | 1 148 | 1 449 | 1 566 | 1 631 | 1 627 | 1 628 |

| 1861  | 1866  | 1876  | 1881  | 1886  | 1891  | 1896  | 1901  | 1906  |
| ----- | ----- | ----- | ----- | ----- | ----- | ----- | ----- | ----- |
| 1 538 | 1 811 | 1 575 | 1 512 | 1 432 | 1 400 | 1 350 | 1 401 | 1 332 |

| 1911  | 1921 | 1926 | 1931  | 1936 | 1946 | 1954 | 1962 | 1968 |
| ----- | ---- | ---- | ----- | ---- | ---- | ---- | ---- | ---- |
| 1 249 | 985  | 991  | 1 005 | 902  | 750  | 644  | 568  | 515  |

| 1975 | 1982 | 1990 | 1999 | 2005 | 2006 | 2010 | 2015 | 2020 |
| ---- | ---- | ---- | ---- | ---- | ---- | ---- | ---- | ---- |
| 465  | 432  | 451  | 433  | 435  | 427  | 424  | 408  | 389  |

| 2022 | - | - | - | - | - | - | - | - |
| ---- | - | - | - | - | - | - | - | - |
| 387  | - | - | - | - | - | - | - | - |

## Économie

### Entreprises et commerces

#### Agriculture
- Culture de fruits à pépins et à noyau.
- Cueillette des myrtilles[37].
- Élevage de vaches laitières.
- Élevage de chevaux et d'autres équidés.
- Élevage d'autres bovins et de buffles.
- Élevage d'autres animaux.

#### Tourisme
- Hébergements et restauration à Claudon, Dombasle-devant-Darney, Bains-les-Bains, Monthureux-sur-Saône, Xertigny.

#### Commerces
- Commerces et services de proximité.
- Comme en témoigne l'enquête thématique régionale "patrimoine industriel", l'activité économique a évolué en permanence dans la commune :

Martinet de la Forge Neuve, puis filature.
Affinerie et martinet dits de la Forge Neuve.
Usine métallurgique dite Manufacture Royale de la Hutte, puis usine de taillanderie.
Carrière de grès.

## Culture locale et patrimoine

### Lieux et monuments

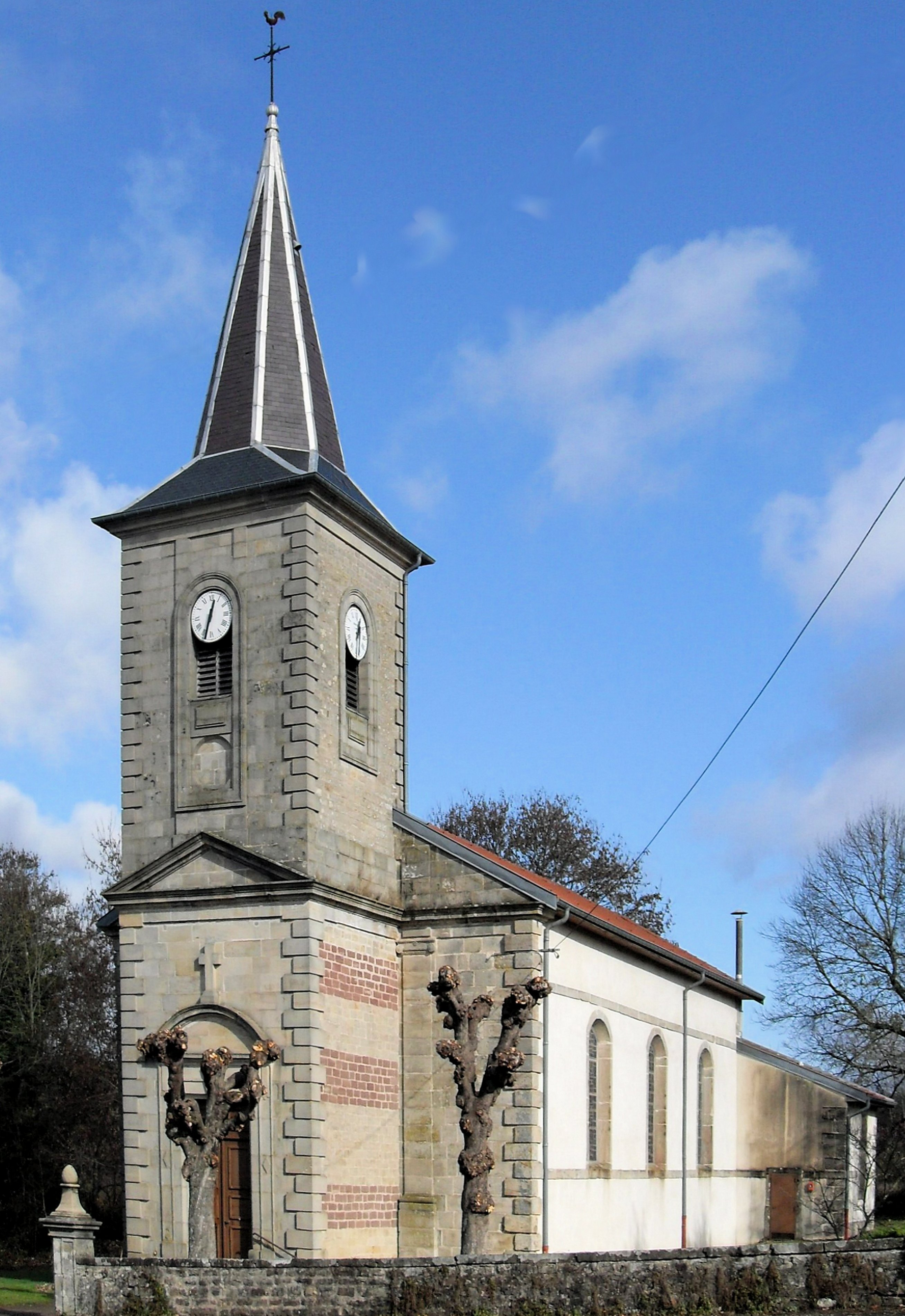
L'église Saint-Stanislas.
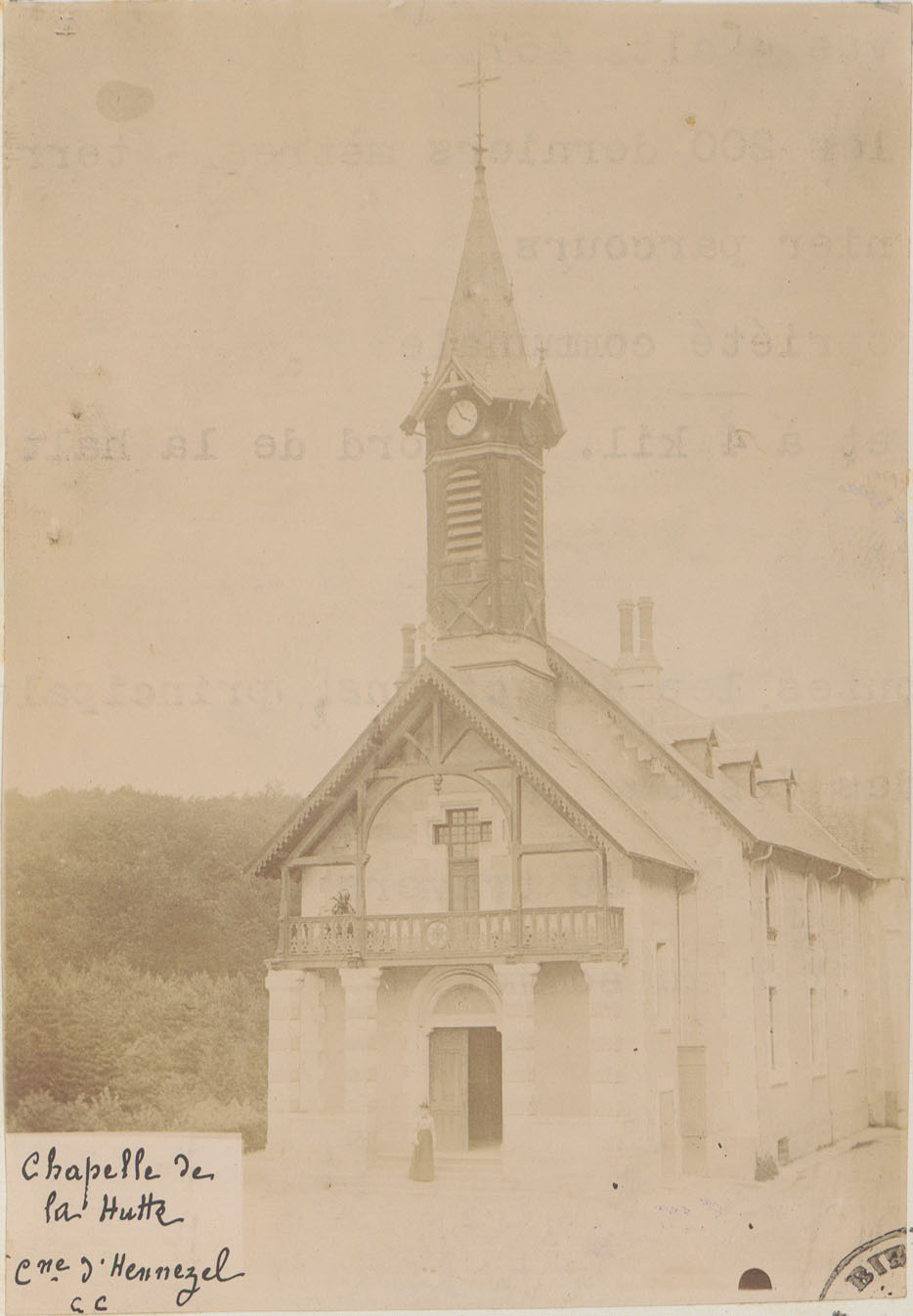
Carte postale : la chapelle de la Hutte entre 1880 et 1945.
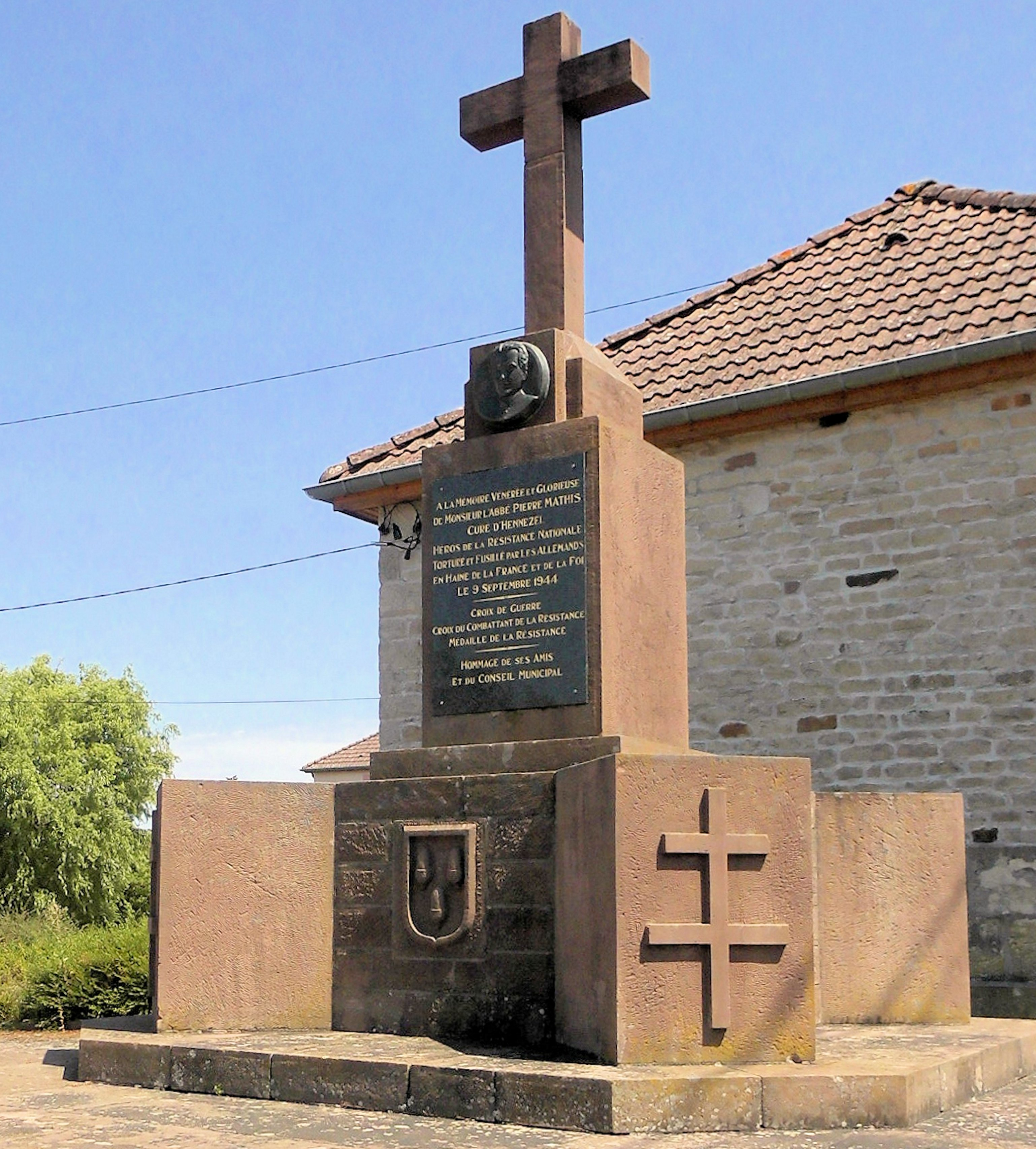
Le monument aux morts.
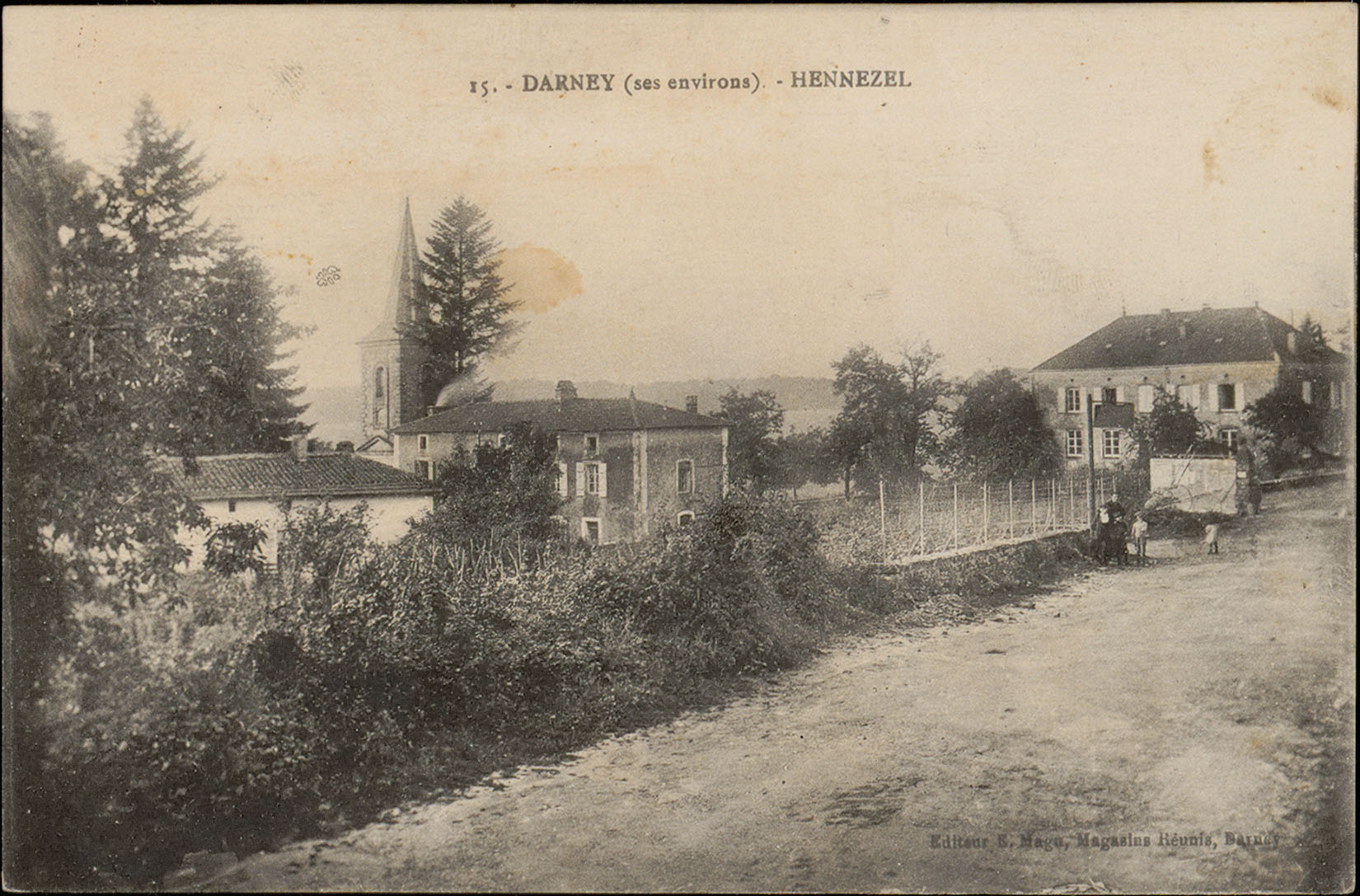
Carte postale représentant Hennezel entre 1880 et 1945.

- L'église Saint-Stanislas[42]. Trois cloches ont été fondues par Ferdinand Farnier en 1888 elles sonnent le Sol3,La3 et Si3.
- Ancienne chapelle de la Hutte[43],[44]
- Oratoire de Notre-Dame-du-Doux-Nid[45].
- Monuments commémoratifs[46],[47].
- Tombes dans les cimetières.
- Vitraux dans les églises.
- Patrimoine architectural rural recensé par le service de l'Inventaire général du patrimoine culturel[48],[49].
- Nombreuses pierres de fondation sur les façades des maisons[50].
- Puits[51].

### Équipements culturels
Musée du verre, du fer et du bois
Le musée du verre est situé à l’entrée du hameau de Clairey, à 1,5 km d’Hennezel dans la demeure « La Résidence », ancienne propriété de la verrerie de Clairey (fermée en 1952). La première salle est consacrée à l’histoire du verre (fin du Moyen Âge) : le rôle de la famille d’Hennezel y est bien sûr évoqué. En 1986, l’association Saône Lorraine a aménagé, au second étage, un vaste espace et l’a subdivisé en salle du verre, du fer, du bois, de la broderie. Une salle est consacrée à l'artiste-verrier François Théodore Legras, originaire de Claudon.
Le musée contient également un tableau monumental dû au peintre vosgien Alphonse Monchablon, Les Saints de la Vosge.
Une autre salle, ouverte en 1987, évoque la Résistance et la mémoire de l’abbé Mathis, curé martyr d’Hennezel.
Ce musée est le fruit de la collaboration entre Saône Lorraine et la municipalité d’Hennezel, propriétaire des lieux. Il n’est pas de village situé dans un rayon de 10 km autour d’Hennezel qui ne porte une trace ou un souvenir lié au nom de la famille d’Hennezel.

### Patrimoine naturel

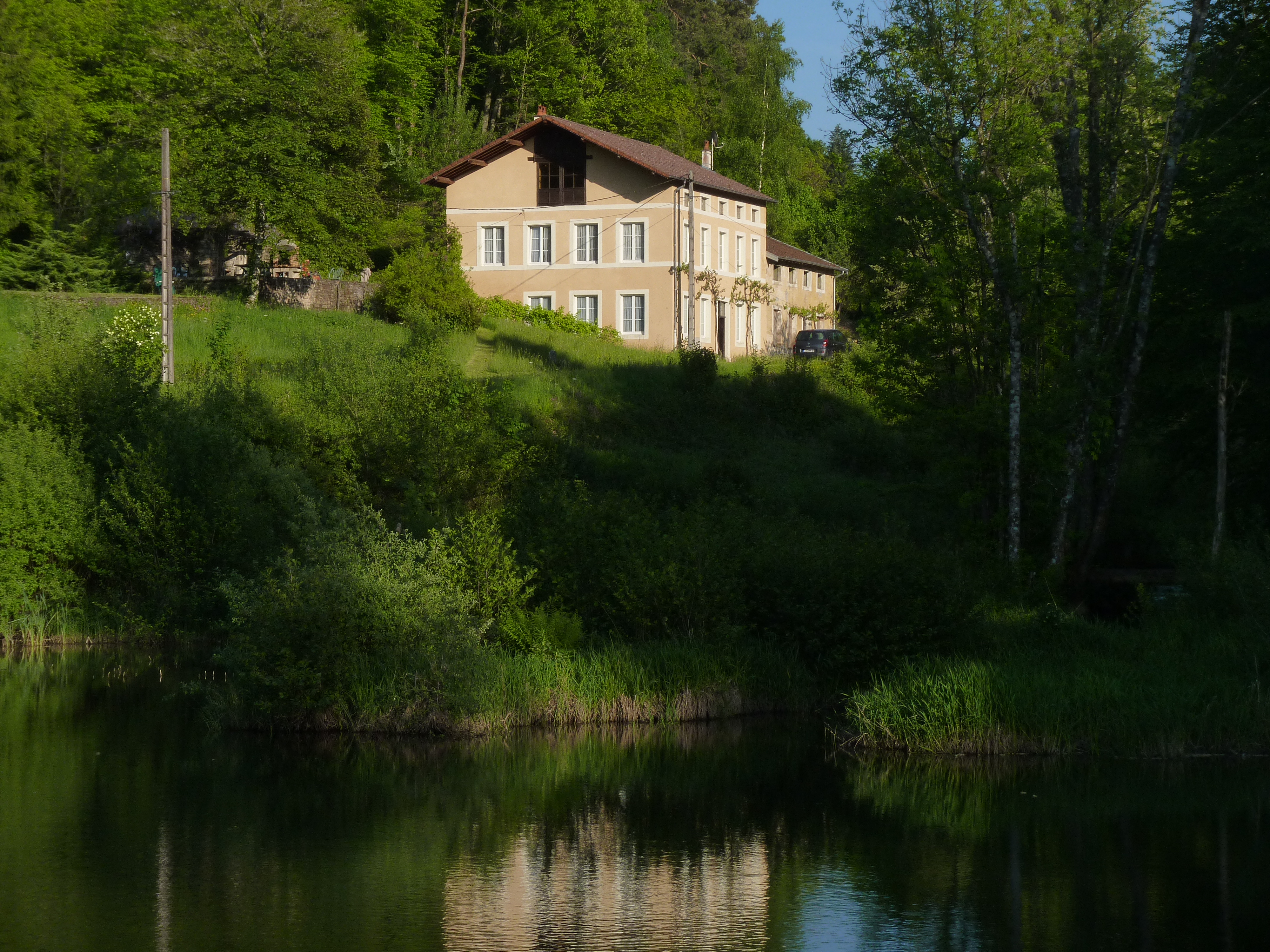
La vallée de l'Ourche à La Hutte.

Vallée de l'OurcheAu sein d'un environnement naturel remarquable, l'Ourche se faufile jusqu'à la Saône, d'étang en étang.
La Grange Bresson, Clairey, la Frizon, l'arboretum de la Hutte avec ses séquoias centenaires et sa chapelle tyrolienne, le hameau de la Hutte dans son écrin d'eau, de pierres et de bois.

### Personnalités liées à la commune
- Jehan Ier de Hennezel qui fonde le village en 1448.
- Charles Nicolas d'Hennezel de Valleroy, seigneur de Valleroy et d’Attignéville, né à Attignéville le 11 mai 1747, décédé à Neufchâteau le 3 octobre 1833, général le 3 mai 1797, chevalier de l’Empire en 1810, baron héréditaire le 14 août 1818,

Marié 1er) le 15 février 1786 à Marie-Madeleine Roussel, fille de Louis-Nicolas Roussel et de Marie Bouchon,
Marié 2e) à Moncel-sur-Vair (88) le 26 novembre 1792 à Marie-Anne Roussel, née en 1772, de Ligny, fille de Louis-Nicolas Roussel et de Marie Bouchon,
Du premier lit : deux enfants. Du second lit : quatre enfants.
- Voir la généalogie de la famille d'Hennezel et consulter à partir du lien "autres branches" la branche d'Attigneville.
- Le professeur Christian Erard (1939), rédacteur en chef de la revue de biologie La Terre et la vie est né à Hennezel.
- 8 médaillés de la Légion d'honneur[53].
- 11 médaillés de Sainte-Hélène[54].

### Héraldique, logotype et devise
| Blason | Blasonnement : De gueules aux trois glands versés d'argent 2-1. Commentaires : Ce sont les armes des Hennezel, gentilshommes verriers, qui donnèrent leur nom à la localité. Comme pour le blason de Darney, les glands figurent la forêt séculaire offrant son bois à l'industrie du verre. |

La branche vicomtale belge, (de Gemlaincourt de Beaujeu) dispose d'armoiries semblables aux armoiries anciennes françaises sous l'Ancien Régime en possession de la noblesse héréditaire : de gueule à trois glands, sauf que les tiges sont en haut, accompagné en cœur d'un croissant, le tout d'argent. l'Écu surmonté d'un heaume d'argent couronné, grillé, colleté et liseré d'or. La devise de la branche vicomtale confirme son appartenance française "FIDES ET CONSTANTIA".

## Pour approfondir